# Tadeusz Pabis
Tadeusz Pabis (ur. 13 lipca 1930 w Dominikowicach, zm. 4 lipca 2017 w Gorlicach) – polski pisarz, poeta, prozaik i publicysta, twórca i dyrektor Muzeum Przemysłu Naftowego i Etnografii w Libuszy.

## Życiorys
Był pracownikiem spółdzielni krawieckiej „Nasza Praca” w Gorlicach oraz Zakładu Poszukiwania Nafty i Gazu w Jaśle. Zajmował się popularyzacją historii przemysłu naftowego. Wraz z żoną Anną był założycielem i dyrektorem Muzeum Przemysłu Naftowego i Etnografii w Libuszy, piastował również funkcję prezesa Regionalnej Fundacji Upowszechniania Historii Przemysłu Naftowego w Regionie Gorlicko–Bieckim. Tadeusz Pabis był również honorowym członkiem Stowarzyszenia Miłośników Ziemi Gorlickiej, honorowym członkiem Stowarzyszenia Miłośników Ziemi Kobylańsko–Dominikowickiej, honorowym członkiem Towarzystwa Przyjaciół Biecza i Ziemi Bieckiej oraz honorowym członkiem Klubu Seniora Naftowca w Krakowie. Należał do działającego przy Krośnieńskim Domu Kultury w Krośnie, Klubu Literatów i Artystów.
Został wyróżniony między innymi Honorową Złotą Odznaką Stowarzyszenia Inżynierów i Techników Przemysłu Naftowego i Gazowego, był również laureatem nagród „Gorliczanin 1997”, „Złote Pióro” oraz wyróżnienia „Mosty Starosty”.

## Wybrana bibliografia autorska
- Ciernista droga (Tadeusz Pabis, Libiusza, 2013, ISBN 83-903378-9-4)
- Hr. Jadwiga Straszewska (Mała Poligrafia Redemptorystów, Tuchów, 2004; ISBN 83-921385-1-1)
- Kpt. Edward Grądalski "Syn Pułku" (1928-1996) (Tadeusz Pabis, Libiusza, 2006, ISBN 83-921385-8-9)
- Lotnicze wspomnienia (Mała Poligrafia Redemptorystów, Tuchów, 2010; ISBN 978-83-7631-175-3)
- Moje lata młodości (Tadeusz Pabis, Libiusza, 1996, ISBN 83-903378-1-9)
- Por. Jan Pabis (1911-1939) (Mała Poligrafia Redemptorystów, Tuchów, 2006; ISBN 83-921385-7-0)
- Przemysł naftowy ziemi Gorlicko-Jasielskiej w fotografii (Tadeusz Pabis, Libiusza, 2008, ISBN 978-83-921385-9-4)
- Saga rodu Pabisów (Tadeusz Pabis, Libiusza, 1994, ISBN 83-903378-2-7)
- Szlakiem jasielskich naftowców (Tadeusz Pabis, Libiusza, 1998, ISBN 83-903378-3-5)
- Śladami gorlickich naftowców (Zakład Poligraficzny "Dan-Lex", Nowy Korczyn, 1996, ISBN 83-903258-2-9)
- Tu Gołąb-82 - pozwólcie lądować (Tadeusz Pabis, Libiusza, 1994)
- W jednym życiu przeżyć wiele... (Mała Poligrafia WSD Redemptorystów, 2015, Tuchów; ISBN 978-83-7631-480-8)
- Wiktor Petit (Mała Poligrafia Redemptorystów, Tuchów, 2013; ISBN 978-83-7631-480-8)
- Wspomnienia nafciarza (Tadeusz Pabis, Libiusza, 1997, ISBN 83-903378-4-3)
- Ziemia Gorlicka na tle legend (Mała Poligrafia Redemptorystów, Tuchów, 2000; ISBN 83-903378-6-X wspólnie z Anną Pabis)
- Życie i twórczość (Mała Poligrafia Redemptorystów, Tuchów, 2004; ISBN 83-921385-0-3)